# Jānis Lūsis
Jānis Lūsis (ur. 19 maja 1939 w Jełgawie, zm. 29 kwietnia 2020 w Rydze) – łotewski lekkoatleta, reprezentant ZSRR, oszczepnik, mistrz olimpijski, czterokrotny mistrz Europy, rekordzista świata. 
Lūsis był czołowym oszczepnikiem lat 60. i początku lat 70. XX wieku. Jego pierwszym sukcesem był złoty medal mistrzostw Europy w 1962. Kolejne trzy tytuły mistrza Europy zdobywał w 1966, 1969 i 1971. Na mistrzostwach Europy w 1974 zajął 6. miejsce.
W swojej karierze startował czterokrotnie na igrzyskach olimpijskich, zdobywając trzy medale, każdy innego koloru. Na igrzyskach olimpijskich w Tokio w 1964 zdobył brązowy medal. Cztery lata później na igrzyskach w Meksyku zdobył złoty medal, pokonując Fina Kinnunena i Węgra Kulcsára. Na igrzyskach olimpijskich w 1972 zajął 2. miejsce, stoczywszy zacięty pojedynek z Niemcem Klausem Wolfermannem. Lūsis przegrał z nim zaledwie o 2 cm przy rzutach przekraczających 90 m. W 1976 na ostatnich igrzyskach olimpijskich w jego karierze zajął 8. miejsce.
Lūsis dwukrotnie ustanawiał rekord świata: w 1968 na odległość 91,98 m i w 1972 na 93,80 m.
Po zakończeniu kariery sportowca Lūsis był trenerem lekkoatletycznym.
Lūsis ożenił się z oszczepniczką i mistrzynią olimpijską Elvīrą Ozoliņą. Ich syn Voldemārs Lūsis również uprawiający rzut oszczepem brał udział w zawodach olimpijskich w 2000 i 2004.
W 1997 roku został uznany najlepszym łotewskim lekkoatletą XX wieku.

## Osiągnięcia
| Rok  | Impreza                 | Miejsce      | Pozycja    | Wynik |
| ---- | ----------------------- | ------------ | ---------- | ----- |
| 1962 | Mistrzostwa Europy      | Belgrad      | 1. miejsce | 82,04 |
| 1963 | Uniwersjada             | Porto Alegre | 1. miejsce | 79,77 |
| 1964 | Igrzyska olimpijskie    | Tokio        | 3. miejsce | 80,57 |
| 1965 | Finał pucharu Europy    | Stuttgart    | 1. miejsce | 82,56 |
| 1966 | Mistrzostwa Europy      | Budapeszt    | 1. miejsce | 84,48 |
| 1967 | Finał pucharu Europy    | Kijów        | 1. miejsce | 85,38 |
| 1968 | Igrzyska olimpijskie    | Meksyk       | 1. miejsce | 90,10 |
| 1969 | Mistrzostwa Europy      | Ateny        | 1. miejsce | 91,52 |
| 1970 | Finał pucharu Europy    | Sztokholm    | 2. miejsce | 81,74 |
| 1971 | Mistrzostwa Europy      | Helsinki     | 1. miejsce | 90,68 |
| 1972 | Igrzyska olimpijskie    | Monachium    | 2. miejsce | 90,46 |
| 1973 | Półfinał pucharu Europy | Oslo         | 1. miejsce | 85,22 |
| 1974 | Mistrzostwa Europy      | Rzym         | 6. miejsce | 83,06 |
| 1976 | Igrzyska olimpijskie    | Montreal     | 8. miejsce | 80,26 |